# 픽코마
픽코마(ピッコマ, Piccoma)는 대한민국의 기업 카카오의 자회사 '카카오 픽코마'가 운영하고 있는 일본의 웹툰, 출판 만화, 웹소설을 서비스하는 애플리케이션 및 웹사이트이다.

## 상세
2016년 4월에 서비스 시작했으며 주로 다음 웹툰(Daum Webtoon)과 카카오페이지(KakaoPage)의 웹툰을 일본어로 번역, 유료 서비스하고 있다. 카카오페이지의 초반 성장 원동력이 된 '기다리면 무료' 시스템을 픽코마도 사용하고 있다.
픽코마가 일본 현지의 출판 만화의 전자책 서비스도 동시에 진행하고 있다는 점에서는 네이버의 일본 만화 및 웹툰 서비스 앱 'LINE 망가(라인망가, LINEマンガ)'와 비슷한데, 차이점이 있다면 LINE망가의 주력 작품은 기존 일본 현지의 출판 만화지만 픽코마의 주력 작품은 번역된 한국 웹툰이란 점이다. 그리고 LINE망가는 오직 만화 서비스만을 하고 있지만 픽코마는 만화와 동시에 소설 전자책 서비스도 진행하고 있다.
2018년에는 자체적인 만화 대상 '픽코마 어워드(ピッコマ AWARD)'를 창설했다.
픽코마에서 사용하고 있는 장르 표기는 다음과 같다. 연애, 호러·미스터리, 드라마, 판타지, 이면 사회·언더그라운드, 액션, 미식가, 스포츠, 일상, 독점·선행, TL, BL, 노벨(소설).

## 같이 보기
- 다음 웹툰
- 카카오페이지